# Arhopala azata
Arhopala azata är en fjärilsart som beskrevs av De Niceville 1896. Arhopala azata ingår i släktet Arhopala och familjen juvelvingar. Inga underarter finns listade i Catalogue of Life.